# 투오넬라

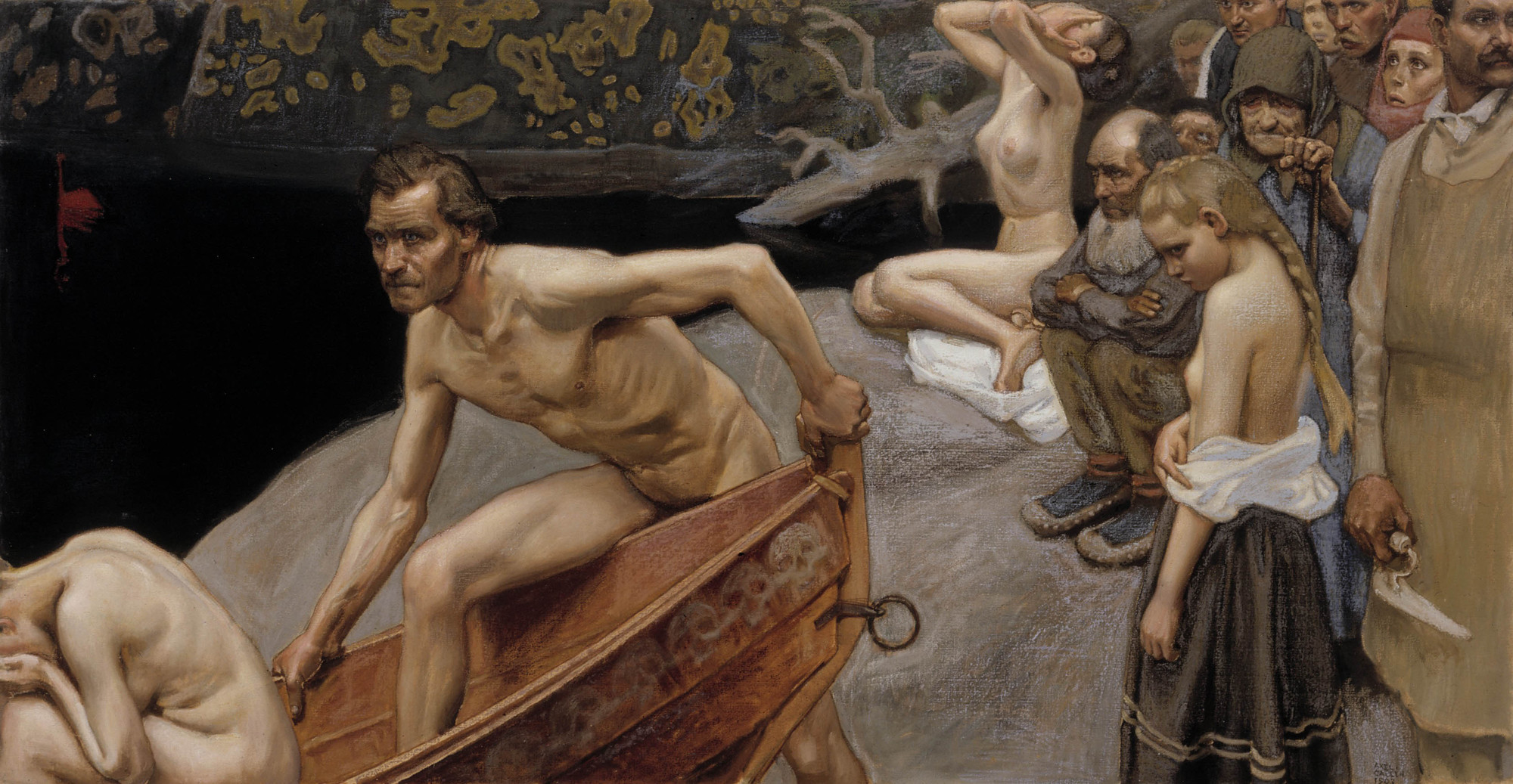
〈투오니의 강가에서〉, 악셀리 갈렌칼렐라의 1903년 그림.

투오넬라(핀란드어: Tuonela)는 핀란드 신화에 등장하는 지하세계이다. 투오니(Tuoni), 마날라(Manala)라고도 한다. 에스토니아 신화에서는 토넬라(Toonela)라 한다.
고대 핀란드의 신앙에서는 선한 자건 악한 자건 죽고 나서 운명은 똑같아서, 망자는 그림자 같은 유령이 되어 세상을 떠돌게 된다. 투오넬라를 다스리는 것은 투오니(Tuoni)와 그 아내 투오네타르(Tuonetar) 부부이다. 산 자가 지식을 얻기 위해 투오넬라에 들르는 일도 있다. 투오넬라에 가기 위해서는 몇 주에 걸쳐 황야를 지나 뱃사람의 도움을 받아 강을 건너야 한다(그리스 신화의 카론과 유사하다). 샤먼들은 트랜스 상태에 빠져서 문지기를 속이면서 투오넬라에 들 수도 있다.
칼레발라에서 샤머니스틱 영웅인 배이내뫼이넨이 망자의 지식을 구하기 위해 투오넬라로 간다. 투오니 강가에서 그는 뱃사공 소녀 투오넨튀티(Tuonen tytti) 또는 투오넨피이카(Tuonen piika)를 만난다. 그녀는 배이내뫼이넨을 강 건너로 데려다 주는데, 정작 투오니 섬으로 건너간 배이내뫼이넨은 찾고자 했던 것은 구하지 못하고 뱀으로 변신해서 목숨만 겨우 건져 빠져나온다. 산 자의 세계로 돌아온 그는 또다시 누군가 산 자로서 투오넬라에 들고자 하면 화를 입을 것이라고 저주한다.
기독교가 핀란드에 전해졌을 때, 그리스어 하데스의 번역어로 "투오넬라"가 사용된 바 있다.

## 같이 보기
- 칼레발라
- 핀란드 신화